# Bhogaraju Ramana Rao
Bhogaraju Ramana Rao (geboren in Hyderabad) ist ein indischer Kardiologe aus Bengaluru.
Rao begann im Jahr 1974 für die verarmte indische Landbevölkerung kostenlose medizinische Behandlungen einmal in der Woche anzubieten. Für diese Wohltätigkeit, der er noch immer nachgeht, wurde er im Jahr 2010 mit dem Padma Shri ausgezeichnet.